# Tjelnik
Tjelnik (bulgariska: Челник) är ett distrikt i Bulgarien.   Det ligger i kommunen obsjtina Tundzja och regionen Jambol, i den östra delen av landet, 280 km öster om huvudstaden Sofia.
Trakten runt Tjelnik består till största delen av jordbruksmark. Runt Tjelnik är det ganska glesbefolkat, med 22 invånare per kvadratkilometer.